# Olivera Jevtić
Olivera Jevtić (Užice, Sérvia, 24 de julho de 1977) é uma atleta sérvia, especialista em corridas de longa distância e uma das atletas de maior prestígio em seu país.
Ela faz seus treinamentos em Užice, Sérvia.  O treinador de Olivera é Slavko Kuzmanović e compete pelo clube de corrida "Mladost". Olivera detém o recorde sérvio de maratonas (2:25:23) conseguido na Maratona de Roterdã em 2003. No Brasil ganhou a São Silvestre em duas oportunidades, 1998 e 2005.

## Resultados
- 2006 Campeonato Europeu Maratona - medalha de prata
- 2005 Corrida de São Silvestre - primeiro lugar
- 2004 Maratona dos Jogos Olímpicos - sexto lugar
- 2003 Maratona da Cidade de Nova York - nono lugar
- 2003 Campeonato Mundial Maratona - oitavo lugar
- 2003 Maratona de Roterdã - primeiro lugar
- 2002 Maratona da Cidade de Nova York - terceiro lugar
- 1998 Corrida de São Silvestre - primeiro lugar
- 1997 Campeonato Europeu Sub-23 10 000m - medalha de ouro
- 1996 Campeonato Mundial Junior 5 000 m - medalha de prata